# Szamotuły Zamek (gromada)
Szamotuły Zamek (alt. Szamotuły-Zamek; od 1 I 1960 Szamotuły)  – dawna gromada, czyli najmniejsza jednostka podziału terytorialnego Polskiej Rzeczypospolitej Ludowej w latach 1954–1972.
Gromady, z gromadzkimi radami narodowymi (GRN) jako organami władzy najniższego stopnia na wsi, funkcjonowały od reformy reorganizującej administrację wiejską przeprowadzonej jesienią 1954 do momentu ich zniesienia z dniem 1 stycznia 1973, tym samym wypierając organizację gminną w latach 1954–1972.
Gromadę Szamotuły Zamek z siedzibą GRN we Szamotułach-Zamku (obecnie w granicach Szamotuł) utworzono – jako jedną z 8759 gromad na obszarze Polski – w powiecie szamotulskim w woj. poznańskim, na mocy uchwały nr 35/54 WRN w Poznaniu z dnia 5 października 1954. W skład jednostki weszły obszary dotychczasowych gromad Śmiłowo i Szamotuły-Zamek oraz miejscowości Grabówiec, Piotrkówko, Szczuczyn i Twardowo z dotychczasowej gromady Piotrkówko ze zniesionej gminy Szamotuły w tymże powiecie. Dla gromady ustalono 16 członków gromadzkiej rady narodowej.
Gromadę zniesiono 1 stycznia 1960 w związku z przeniesieniem siedziby GRN z Szamotuł Zamku do Szamotuł i zmianą nazwy jednostki na gromada Szamotuły.